# Lloque Yupanqui
Lloque Yupanqui fou el tercer inca del regne del Cusco, segons la tradició. Fou el fill i successor de Sinchi Roca.
Alguns cronistes li atribueixen algunes petites conquestes a la vall de Cusco, mentre que altres afirmen que durant el seu govern es produïren diverses revoltes. Establí un mercat públic a Cusco i construí l'Acllahuasi ('casa de les escollides').